# Рудинский, Феликс Михайлович
Феликс Михайлович Рудинский (6 июня 1929 — 5 января 2009) — заслуженный юрист РСФСР, деятель Общероссийской общественной организации «Российские Учёные Социалистической Ориентации», доктор юридических наук, профессор.
Координатор секции по просвещению в области прав человека, сопредседатель Экспертного совета при Уполномоченном по правам человека в РФ, член Совета Института свободы совести.

## Биография
Родился в 1929 г. в Киеве.
Закончил Московский юридический институт, работал адвокатом.
В 1963 г. — кандидатская диссертация на тему: «Институт свободы совести по советскому государственному праву».
В 1980 г. — докторская диссертация на тему: «Теоретические проблемы личных конституционных прав граждан СССР».
Всесоюзный юридический заочный институт (ВЮЗИ), Новосибирский факультет, доцент.
Высшая следственная школа МВД СССР (МВД РФ), профессор, начальник кафедры.
В 1992 г. адвокат в «деле КПСС» в Конституционном Суде РФ. По итогам этой работы выпустил книгу «„Дело КПСС“ в Конституционном Суде» (1999).
В начале 1990-х гг. возглавлял Волгоградский общественный центр по правам человека и сотрудничеству народов. С 1998 г. — сопредседатель Экспертного совета при Уполномоченном по правам человека в РФ. В 2002 году поддержал инициативу создания независимого научно-исследовательского Института свободы совести и был избран его научным руководителем.
С 1998 г. — Московский городской педагогический университет (МГПУ), юридический факультет, профессор, заведующий кафедрой Конституционного права и отраслевых юридических дисциплин.
Умер 5 января 2009 г. в Москве.
Работал над законопроектами:
- Декларации права и свобод человека и гражданина в РСФСР 1991 г.,
- Закона о профилактике правонарушений и безнадзорности несовершеннолетних,
- Закона о комиссии по делам несовершеннолетних и др.

## Публикации
Издал более 130 научных работ, в том числе:
- Закон, религия, правонарушение. Волгоград, 1972;
- Личность и социалистическая законность. Волгоград, 1976;
- Конституционный статус личности. М., 1979;
- Демократия и достоинство личности. М., 1983;
- Социалистическая демократия и личные права. М., 1984 (в соавт.);
- Дело КПСС в Конституционном суде. М., 1999;
- Гражданские права человека. Современные проблемы теории и практики- М., 2004;
- Наука прав человека и проблемы конституционного права — М., 2006;
- СССР-Россия. Страна и семья: свидетельство очевидца. — М., 2008.